# Guancha pulcherrima
Guancha pulcherrima är en svampdjursart som först beskrevs av Arthur Dendy 1891.  Guancha pulcherrima ingår i släktet Guancha och familjen Clathrinidae. Inga underarter finns listade i Catalogue of Life.